# Campeonato Mundial de Atletismo de 2019 - 200 m feminino
A competição dos 200 metros feminino no Campeonato Mundial de Atletismo de 2019 foi realizada no Estádio Internacional Khalifa, em Doha, no Catar, entre os dias 30 de setembro e 2 de outubro.

## Recordes
Antes da competição, os recordes eram os seguintes: 
| Recorde mundial                               | Florence Griffith-Joyner (USA) | 21.34 | Seul, Coreia do Sul     | 29 de setembro de 1988 |
| Recorde do campeonato                         | Dafne Schippers (NED)          | 21.63 | Pequim, China           | 28 de agosto de 2015   |
| Melhor marca do ano                           | Shaunae Miller-Uibo (BAH)      | 21.74 | Zurique, Suíça          | 29 de agosto de 2019   |
| Recorde africano                              | Blessing Okagbare (NGR)        | 22.04 | Abilene, Estados Unidos | 24 de março de 2018    |
| Recorde asiático                              | Li Xuemei (CHN)                | 22.01 | Xangai, China           | 24 de março de 2018    |
| Recorde da América do Norte, Central e Caribe | Florence Griffith-Joyner (USA) | 21.34 | Seul, Coreia do Sul     | 29 de setembro de 1988 |
| Recorde sul-americano                         | Ana Cláudia Lemos (BRA)        | 22.48 | São Paulo, Brasil       | 6 de agosto de 2011    |
| Recorde europeu                               | Dafne Schippers (NED)          | 21.63 | Pequim, China           | 28 de agosto de 2015   |
| Recorde da Oceania                            | Melinda Gainsford-Taylor (AUS) | 22.23 | Estugarda, Alemanha     | 13 de julho de 1997    |

## Medalhistas
| Ouro                   | Prata                | Bronze                  |
| Dina Asher-Smith (GBR) | Brittany Brown (USA) | Mujinga Kambundji (SUI) |

## Tempo de qualificação
| Tempo de qualificação |
| --------------------- |
| 23.02                 |

## Calendário
| Data                   | Horário | Fase          |
| ---------------------- | ------- | ------------- |
| 30 de setembro de 2019 | 17:05   | Eliminatórias |
| 1 de outubro de 2019   | 21:35   | Semifinais    |
| 2 de outubro de 2019   | 22:35   | Final         |

Todos os horários estão no horário local (UTC+3)

## Resultados

### Eliminatórias
Qualificação: Três primeiros de cada bateria (Q) e os seis melhores tempos (q) das eliminatórias. 
| Pos. | Bateria | Raia | Atleta                       | Nacionalidade             | Tempo | Notas           |
| ---- | ------- | ---- | ---------------------------- | ------------------------- | ----- | --------------- |
| 1    | 4       | 7    | Dina Asher-Smith             | Grã-Bretanha              | 22.32 | Q               |
| 2    | 3       | 9    | Brittany Brown               | Estados Unidos            | 22.33 | Q,              |
| 3    | 6       | 8    | Anglerne Annelus             | Estados Unidos            | 22.56 | Q               |
| 4    | 4       | 6    | Dezerea Bryant               | Estados Unidos            | 22.56 | Q               |
| 5    | 4       | 5    | Tynia Gaither                | Bahamas                   | 22.57 | Q,              |
| 6    | 5       | 2    | Aminatou Seyni               | Níger                     | 22.58 | Q,              |
| 7    | 3       | 5    | Elaine Thompson              | Jamaica                   | 22.61 | Q               |
| 8    | 5       | 4    | Tatjana Pinto                | Alemanha                  | 22.63 | Q,              |
| 9    | 5       | 8    | Gina Bass                    | Gâmbia                    | 22.67 | Q               |
| 10   | 3       | 3    | Lisa-Marie Kwayie            | Alemanha                  | 22.77 | Q,              |
| 11   | 3       | 6    | Maja Mihalinec               | Eslovênia                 | 22.78 | q,              |
| 12   | 2       | 7    | Ivet Lalova-Collio           | Bulgária                  | 22.79 | Q               |
| 13   | 2       | 5    | Jodie Williams               | Grã-Bretanha              | 22.80 | Q               |
| 14   | 2       | 2    | Mujinga Kambundji            | Suíça                     | 22.81 | Q               |
| 15   | 1       | 2    | Anthonique Strachan          | Bahamas                   | 22.86 | Q               |
| 16   | 2       | 6    | Basant Hemida                | Egito                     | 22.88 | q               |
| 17   | 4       | 3    | Jamile Samuel                | Países Baixos             | 22.90 | q,              |
| 18   | 6       | 9    | Carolle Zahi                 | França                    | 22.99 | Q               |
| 19   | 4       | 8    | Crystal Emmanuel             | Canadá                    | 23.00 | q               |
| 20   | 3       | 2    | Marileidy Paulino            | República Dominicana      | 23.04 | q,              |
| 21   | 1       | 4    | Kamaria Durant               | Trinidad e Tobago         | 23.08 | Q               |
| 22   | 4       | 4    | Jessica-Bianca Wessolly      | Alemanha                  | 23.10 | q               |
| 23   | 6       | 3    | Beth Dobbin                  | Grã-Bretanha              | 23.14 | Q               |
| 24   | 1       | 3    | Shashalee Forbes             | Jamaica                   | 23.15 | Q               |
| 25   | 5       | 3    | Olga Safronova               | Cazaquistão               | 23.16 |                 |
| 26   | 6       | 4    | Krystsina Tsimanouskaya      | Bielorrússia              | 23.22 |                 |
| 27   | 6       | 5    | Imke Vervaet                 | Bélgica                   | 23.24 | Recorde pessoal |
| 28   | 2       | 9    | Liang Xiaojing               | China                     | 23.27 |                 |
| 29   | 1       | 6    | Sarah Atcho                  | Suíça                     | 23.29 |                 |
| 30   | 3       | 8    | Gunta Vaičule                | Letônia                   | 23.32 |                 |
| 31   | 2       | 3    | Mauricia Prieto              | Trinidad e Tobago         | 23.33 |                 |
| 32   | 4       | 2    | Gloria Hooper                | Itália                    | 23.33 |                 |
| 33   | 4       | 9    | Gulsumbi Sharifova           | Tajiquistão               | 23.45 |                 |
| 34   | 6       | 7    | Rafaéla Spanoudaki-Hatziriga | Grécia                    | 23.48 |                 |
| 35   | 6       | 2    | Schillonie Calvert-Powell    | Jamaica                   | 23.52 |                 |
| 36   | 2       | 8    | Sindija Bukša                | Letônia                   | 23.53 |                 |
| 37   | 1       | 5    | Phil Healy                   | Irlanda                   | 23.56 |                 |
| 38   | 5       | 6    | Lorraine Martins             | Brasil                    | 23.56 |                 |
| 39   | 5       | 5    | Zhang Man                    | China                     | 23.60 |                 |
| 40   | 2       | 4    | Archana Suseendran           | Índia                     | 23.65 |                 |
| 41   | 3       | 7    | Vitória Cristina Rosa        | Brasil                    | 23.81 |                 |
| 42   | 1       | 8    | Zoe Hobbs                    | Nova Zelândia             | 23.94 |                 |
| 43   | 5       | 7    | Shanti Pereira               | Singapura                 | 24.00 |                 |
| 44   | 5       | 9    | Blessing Okagbare            | Nigéria                   | DSQ   | 163.3(a)        |
| 44   | 6       | 6    | Natacha Ngoye Akamabi        | República do Congo        | DSQ   | 163.3(a)        |
| 44   | 1       | 7    | Marie-Josée Ta Lou           | Costa do Marfim           | DNS   | DNS             |
| 44   | 1       | 9    | Dafne Schippers              | Países Baixos             | DNS   | DNS             |
| 44   | 3       | 4    | Ketura Ndoye Ti Nzapa        | República Centro-Africana | DNS   | DNS             |

### Semifinais
Qualificação: Dois primeiros de cada bateria (Q) e os dois melhores tempos (q) das semifinais. 
| Pos. | Bateria | Raia | Atleta                  | Nacionalidade        | Tempo | Notas                |
| ---- | ------- | ---- | ----------------------- | -------------------- | ----- | -------------------- |
| 1    | 3       | 6    | Dina Asher-Smith        | Grã-Bretanha         | 22.16 | Q                    |
| 2    | 2       | 5    | Brittany Brown          | Estados Unidos       | 22.46 | Q                    |
| 3    | 1       | 5    | Anglerne Annelus        | Estados Unidos       | 22.49 | Q                    |
| 4    | 1       | 9    | Mujinga Kambundji       | Suíça                | 22.49 | Q                    |
| 5    | 3       | 4    | Dezerea Bryant          | Estados Unidos       | 22.56 | Q                    |
| 6    | 2       | 9    | Tynia Gaither           | Bahamas              | 22.57 | Q,                   |
| 7    | 2       | 7    | Ivet Lalova-Collio      | Bulgária             | 22.58 | q                    |
| 8    | 3       | 9    | Gina Bass               | Gâmbia               | 22.60 | q                    |
| 9    | 1       | 3    | Crystal Emmanuel        | Canadá               | 22.65 | Recorde da temporada |
| 10   | 1       | 6    | Aminatou Seyni          | Níger                | 22.77 |                      |
| 11   | 1       | 4    | Jodie Williams          | Grã-Bretanha         | 22.78 |                      |
| 12   | 3       | 3    | Maja Mihalinec          | Eslovênia            | 22.81 |                      |
| 13   | 3       | 8    | Lisa-Marie Kwayie       | Alemanha             | 22.83 |                      |
| 14   | 2       | 2    | Basant Hemida           | Egito                | 22.92 |                      |
| 15   | 1       | 2    | Jamile Samuel           | Países Baixos        | 23.02 |                      |
| 16   | 2       | 4    | Carolle Zahi            | França               | 23.03 |                      |
| 17   | 3       | 2    | Marileidy Paulino       | República Dominicana | 23.03 | Recorde da temporada |
| 18   | 1       | 7    | Tatjana Pinto           | Alemanha             | 23.11 |                      |
| 19   | 2       | 8    | Beth Dobbin             | Grã-Bretanha         | 23.11 |                      |
| 20   | 1       | 8    | Shashalee Forbes        | Jamaica              | 23.14 |                      |
| 21   | 2       | 3    | Jessica-Bianca Wessolly | Alemanha             | 23.37 |                      |
| 22   | 3       | 5    | Kamaria Durant          | Trinidad e Tobago    | 23.44 |                      |
| 23   | 3       | 7    | Anthonique Strachan     | Bahamas              | 25.44 |                      |
| 24   | 2       | 6    | Elaine Thompson         | Jamaica              | DNS   | DNS                  |

### Final
A final ocorreu dia 2 de outubro às 22:35. 
| Pos.              | Raia | Atleta             | Nacionalidade  | Tempo | Notas            |
| ----------------- | ---- | ------------------ | -------------- | ----- | ---------------- |
| Medalha de ouro   | 7    | Dina Asher-Smith   | Grã-Bretanha   | 21.88 | Recorde nacional |
| Medalha de prata  | 6    | Brittany Brown     | Estados Unidos | 22.22 | Recorde pessoal  |
| Medalha de bronze | 4    | Mujinga Kambundji  | Suíça          | 22.51 |                  |
| 4                 | 5    | Anglerne Annelus   | Estados Unidos | 22.59 |                  |
| 5                 | 8    | Dezerea Bryant     | Estados Unidos | 22.63 |                  |
| 6                 | 2    | Gina Bass          | Gâmbia         | 22.71 |                  |
| 7                 | 3    | Ivet Lalova-Collio | Bulgária       | 22.77 |                  |
| 8                 | 9    | Tynia Gaither      | Bahamas        | 22.90 |                  |

Legenda
| Recorde mundial       | Recorde mundial (World record)               |                       | Recorde africano                      | Recorde africano (African) |                                           | Q | Classificado por posição (Qualified) |
| Recorde do campeonato | Recorde do campeonato (Championship record)  | Recorde da América    | Recorde da América (Americas)         | q                          | Classificado por melhor tempo (Qualified) |   |                                      |
| Melhor marca do ano   | Melhor marca do ano (World leading)          | Recorde asiático      | Recorde asiático (Asian)              | DNS                        | Não largou (Did not start)                |   |                                      |
| Recorde nacional      | Recorde nacional (National record)           | Recorde europeu       | Recorde europeu (European)            | DNF                        | Não terminou (Did not finish)             |   |                                      |
| Recorde pessoal       | Recorde pessoal do atleta (Personal best)    | Recorde da Oceania    | Recorde da Oceania (Oceania)          | DSQ / DQ                   | Desclassificado (Disqualified)            |   |                                      |
| Recorde da temporada  | Recorde da temporada do atleta (Season best) | Recorde sul-americano | Recorde sul-americano (South America) | NM                         | Sem marca (No mark)                       |   |                                      |